# Bernard Lortie
Pour les articles homonymes, voir Lortie.
Bernard Lortie est un militant politique québécois né à Gaspé en 1951. Membre du Front de libération du Québec, il s'est fait connaître pour son rôle durant la crise d'Octobre 1970.

## Biographie

### Enfance
Fils d'une famille de sept enfants, Bernard Lortie fréquente l'école à Gaspé jusqu'en neuvième année. Il s'inscrit ensuite à une École d'arts et métiers et effectue sa onzième année dans une école secondaire de Québec. 

### Front de libération du Québec
En juillet 1969, Il fait la rencontre des frères Paul et Jacques Rose à la Maison du pêcheur, à Percé. Sympathisant avec eux, il décide de se joindre à leur action au Front de libération du Québec (FLQ). Il s'établit alors sur la Rive-Sud de Montréal. Avec Jacques Rose, il participe aux travaux d'aménagement d'une maison devant servir de base d'opération de la cellule sur la Rive-Sud, au 5630 de la rue Armstrong à Saint-Hubert. 

### Crise d'Octobre
Au début de la crise d'Octobre en 1970, Bernard Lortie habite à Longueuil sur le boulevard Rolland-Therrien. Le 9, il rejoint les frères Rose et Francis Simard dans leur repaire de la rue Armstrong. Le lendemain, ils procèdent à l'enlèvement du ministre québécois du Travail Pierre Laporte. Le ministre se retrouve séquestré à la maison de la rue Armstrong. 
Le 16 octobre, la Loi sur les mesures de guerre est proclamée. Le premier ministre du Québec Robert Bourassa déclare à la radio que les négociations avec le FLQ sont définitivement rompues. En apprenant cette nouvelle, en fin d'après-midi, Pierre Laporte tente de s'échapper en se précipitant à travers la fenêtre de la chambre où il était détenu. Brisant la fenêtre, le ministre resté coincé et n'arrive pas à s'enfuir. Alertés par les bruits, Jacques Rose, Francis Simard et Bernard Lortie, dans la pièce d'à côté, accourent et trouvent leur otage. Laporte saignait abondamment, s'étant blessé aux poignets avec les éclats de verre de la fenêtre. Bernard Lortie lui fait un garrot et des bandages pour arrêter le saignement. En soirée, Bernard Lortie quitte la maison de la rue Armstrong pour rejoindre Paul Rose, réfugié à Montréal, pour lui apprendre la nouvelle de la tentative d'évasion du ministre. Il s'installe ensuite dans un logement du chemin de la Reine-Marie, près de l'Oratoire Saint-Joseph.
Bernard Lortie est arrêté à son logement le 6 novembre 1970. Bien qu'il soit absent de la maison de la rue Armstrong le 17 octobre 1970, jour de la mort de Pierre Laporte, il se dira tout de même responsable de la mort du ministre avec les trois autres membres de la cellule Chénier. 
Pour sa participation à l'enlèvement de Pierre Laporte, Bernard Lortie est condamné à 20 ans et 11 mois de prison. Les autorités lui refuseront la permission d'assister aux funérailles de son père en 1974. Il est finalement libéré sous conditions le 16 juillet 1978, un jour avant Jacques Rose.

### Après le FLQ
Après sa sentence, Bernard Lortie mène une vie discrète. Il travaille un temps à la baie James. Toutefois, en 1988, il est impliqué dans une affaire de délit de fuite survenu à Montréal. Il est condamné à trois mois de prison.
Aux débuts des années 1990, il travaille pour une entreprise de ferraille. 

## Dans les médias
En 1995, Bernard Lortie participe à La Crise d'octobre vécue de l'intérieur, une série radio de cinq épisodes mettant en perspective les événements de la crise d'Octobre, à la radio de Radio-Canada.
En 2006, son rôle est interprété par Éric Paulhus dans la série anglo-canadienne October 1970. Cette série a été très sévèrement critiquée par les médias et par les gens qui ont vécu de près les événements d'Octobre 1970.
En 2012, un film québécois relatant la rencontre entre Bernard Lortie avec les frères Rose et Francis Simard a été tourné à Percé par Alain Chartrand sous le titre La Maison du pêcheur. Le rôle de Bernard Lortie est interprété par Mikhail Ahooja.